# Quercus pachyloma
Quercus pachyloma là một loài thực vật có hoa trong họ Cử. Loài này được Seemen miêu tả khoa học đầu tiên năm 1897.

## Hình ảnh